# Frankfurter Straße (Wriezen)
Die Frankfurter Straße ist eine Straße in Wriezen im Landkreis Märkisch-Oderland in Brandenburg.

## Lage und Geschichte

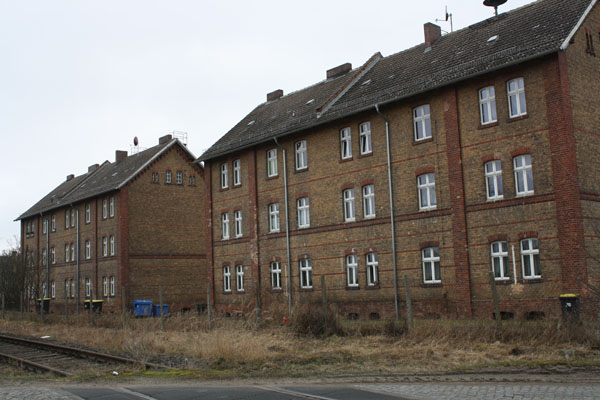
Frankfurter Straße 30/32, Eisenbahnerwohnhäuser

Die Frankfurter Straße befindet sich südwestlich des Stadtkerns von Wriezen und verläuft bis zum Ortsausgang in fast perfekter nordsüdlicher Richtung. Die Länge der Straße beträgt etwa 500 Meter, sie beginnt an der Hospitalstraße. Im Süden, etwa bei dem ehemaligen Bahnübergang, läuft die Straße als Frankfurter Chaussee weiter. Von der Straße geht westlich die Schulzendorfer Straße ab, an der östlichen Seite sind es die Kanalstraße, Bliesdorfer Weg und die Wiesenstraße. Die Nummerierung der Häuser beginnt am nördlichen Ende an der linken Seite und läuft in Hufeisenform zurück.
Die Straße gab es schon vor der Stadtgründung von Wriezen, es war die Via regia von Schlesien, Frankfurt (Oder) nach Stettin. Im 18. Jahrhundert prägten Gärten das Bild der Straße. Den Vorstadtcharakter erhielt die Straße ab etwa Mitte des 19. Jahrhunderts. 1853 wurde die Maschinenfabrik des Carl Wulff gegründet. Weitere alte Gewerbetreibende gibt es an der Straße nicht, nur die alte Bettfabrik ist noch erhalten.

## Die Straße

### Baudenkmale
Es gibt in der Frankfurter Straße drei Baudenkmale.
- Frankfurter Straße 16: Die Bettfedernfabrik wurde Ende des 19. Jahrhunderts erbaut und besteht aus Fabrikantenwohnhaus, Arbeiterwohnhaus und einem Speicher. Der Bauherr war Paul Paegelow. Das Wohnhaus ist heute ein Mehrfamilienhaus und ist ein roter Sichtziegelbau. Es ist ein zweigeschossiges Haus mit einem Drempelgeschoss, Zwerchhaus und einem flachen Satteldach. Der Zugang befindet sich an einer Seite, davor ist eine Freitreppe. Der Speicher ist dreigeschossig und hat ein flaches Satteldach. Der Eingang befindet sich in der mittleren Achse von sieben Achsen, über dem Eingang sind Ladeluken. Das Arbeiterhaus ist auch ein Sichtziegelhaus und hat ein Geschoss und ein Drempelgeschoss. Die beiden Geschosse sind durch ein Deutsches Band getrennt. Das Satteldach ist ebenfalls flach.

- Frankfurter Straße 30/32: Die beiden Eisenbahnerwohnhäuser wurden 1898 erbaut. Hier wohnten je zwölf Familien. Es sind zwei dreigeschossige Häuser mit Satteldach, sie wurden aus gelben Ziegeln errichtet.

- Frankfurter Straße 64: Das Fabrikantenwohnhaus wurde 1920 erbaut. Der Bauherr war der Bettfedernfabrikant Carl Wulff, die Fabrik steht in der Frankfurter Straße 16. Vor der Fabrikantenvilla steht ein Meilenstein mit der Inschrift „8 Meilen bis Berlin“. Die acht Meilen entsprechen etwa 61 Kilometer. Nur dieser Meilenstein vor dem Haus ist denkmalgeschützt.

### Sonstiges

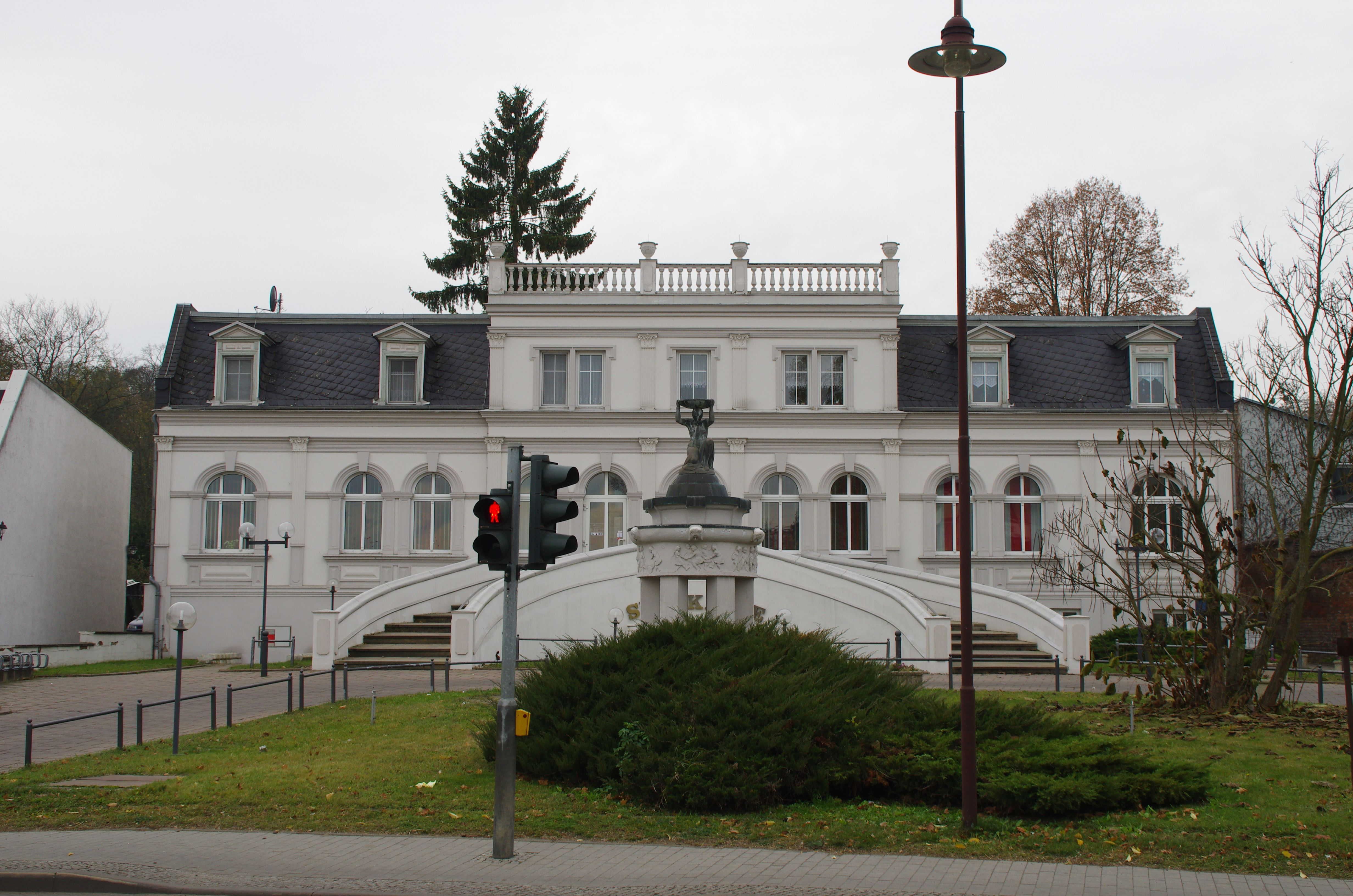
Frankfurter Straße 2, Sparkasse

- Frankfurter Straße 2: Das Landhaus mit dem Ellingerbrunnen wurde im Jahre 1781 erbaut. Bauherr war der Kammerrat, Amtmann der Domäne Wriezen und Superindentant Friedrich Wilhelm Noeldechen. Bis 1922 wechselt der Besitzer mehrmals, ab dem Jahr übernahm die Kreissparkasse Oberbarnim das Gebäude. Nach dem Zweiten Weltkrieg wurde das Gebäude als Musikschule und HO-Laden genutzt. Nach einer Sanierung 1993 wird das Gebäude wieder als Sparkasse genutzt. Das Landhaus ist ein eingeschossiges Haus mit einem Berliner Dach. Die mittleren fünf Achsen sind durch eine Balustrade betont, davor befindet sich eine zweiarmige Freitreppe. Der Ellingerbrunnen wurde 1913 aufgestellt, der Künstler war Heinrich Splieth aus Berlin. Der Namensgeber war August Ellinger, ein Wriezener Stadtältester.

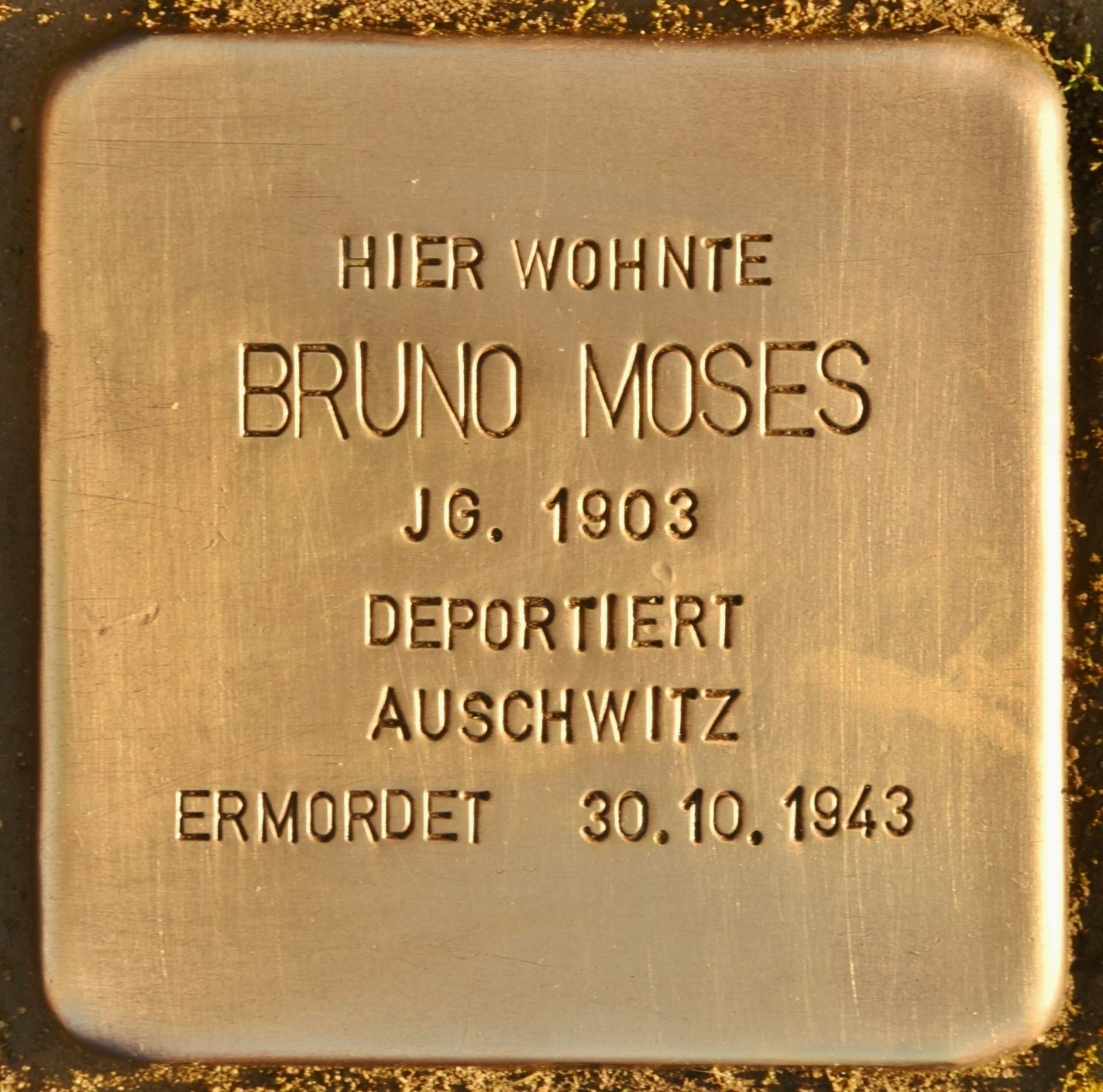
Stolperstein für Bruno Moses, vor Frankfurter Straße 51

- Frankfurter Straße 51: vor dem Wohnhaus wurde am 23. September 2013 ein Stolperstein für Bruno Moses (Jg. 1903) verlegt, einem jüdischen Mitbürger von Wriezen. Er wurde von den Nationalsozialisten nach Auschwitz deportiert und 1943 dort ermordet[2][3]